# Historisches Nationalmuseum (Bischkek)
Das Nationale Historische Museum der Kirgisischen Republik (kirgisisch Кыргыз Республикасынын Улуттук тарых музей Kyrgys Respublikassynyn Uluttuk tarych museji) befindet sich am Ala-Too-Platz in Bischkek. 

## Beschreibung

### Ausstellung
Das Museum besitzt etwa 90.000 Exponate.
Die Ausstellung in den unteren beiden Stockwerken zeigt mit vielen historischen Artefakten die vorsowjetische Geschichte Kirgisistans. Unter ihnen befinden sich Stücke von Felszeichnungen, Haushaltsgegenstände aus der Bronzezeit, nomadischer Schmuck und antike Münzen. Außerdem sind zahlreiche traditionelle und historische Handwerksgegenstände wie z. B. eine Jurte, Tierfelle oder Shyrdaks ausgestellt. In der dritten Etage wird die Geschichte während der Sowjetunion ausgestellt.
Kritisiert wird, dass die Ereignisse nach der Unabhängigkeit nur unzureichend dargestellt werden. Besonders die Ereignisse im Jahr 2010 werden kaum behandelt. Ein weiterer Kritikpunkt ist eine Wand, auf der Fotos aller Präsidenten, auch Kurmanbek Bakijew, hängen. Es wurde gefordert, Kurmanbek Bakijews Bild abzuhängen oder zumindest mit einer Informationstafel zu kennzeichnen.

### Gebäude
Das Gebäude ist in einem für die letzten Jahre der Sowjetunion typischen Stil errichtet. Die Fassade besteht aus weißen Marmor. Es ist eines der bekanntesten Gebäude der Stadt und steht unter Denkmalschutz.

### Lage
Das Museum liegt nördlich am Ala-Too-Platz im Zentrum von Bischkek. Im Norden grenzt es an einen kleinen Park, in dem sich eine Lenin-Statue, die früher auf dem Ala-Too-Platz stand, befindet. Im Westen grenzt das Museumsgelände an den Panfilow-Park.

## Geschichte
Das Museum wurde am 9. Dezember 1925 per Beschluss des Exekutivkomitees gegründet. Für Besucher öffnete es allerdings erst 1927. Das heutige Gebäude entstand 1985. Das Museum hieß bis 1991 Lenin-Museum und beinhaltete ausschließlich Ausstellungen zur sowjetischen Geschichte Kirgisistans, bis 2003 stand sogar noch eine große Lenin-Statue in der Eingangshalle. Am Ala-Too-Platz vor dem Museum stand ebenfalls ein Lenin-Denkmal, das jedoch ein Jahr später an die Rückseite des Museums versetzt wurde. Die kirgisische Freiheitsstatue, die die Lenin-Statue ersetzt hat, wurde inzwischen wiederum durch ein Reiterstandbild des Manas ersetzt.
2016 wurde das Museum für eine Renovierung geschlossen, zwei Jahre später sollte es wieder öffnen. Das Datum wurde jedoch wiederholt verschoben. Korruptionsvorwürfe sorgten für eine Kostenexplosion, insbesondere der damalige Innenminister Issakow soll darin verwickelt gewesen sein. Es kam zu mehreren Bränden, das Museum und die meisten Exponate blieben allerdings unbeschädigt.
Im Zuge der Sanierung des Museums 2016 bis 2021 wurde auch die noch aus kommunistischer Zeit stammende Ausstellung mit Unterstützung der Türkische Behörde für Kooperation und Koordination komplett erneuert.

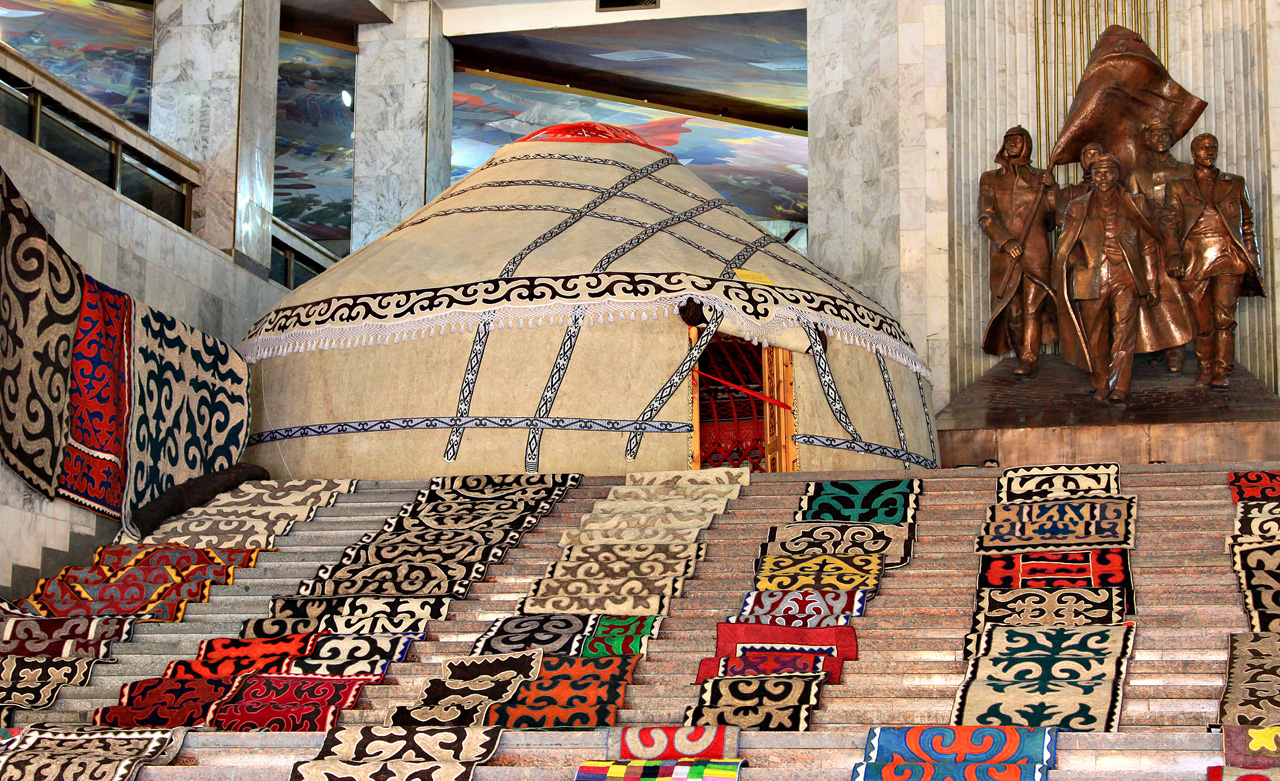
Am Eingang des Museums wird zweimal im Jahr traditionelle Kunst verkauft

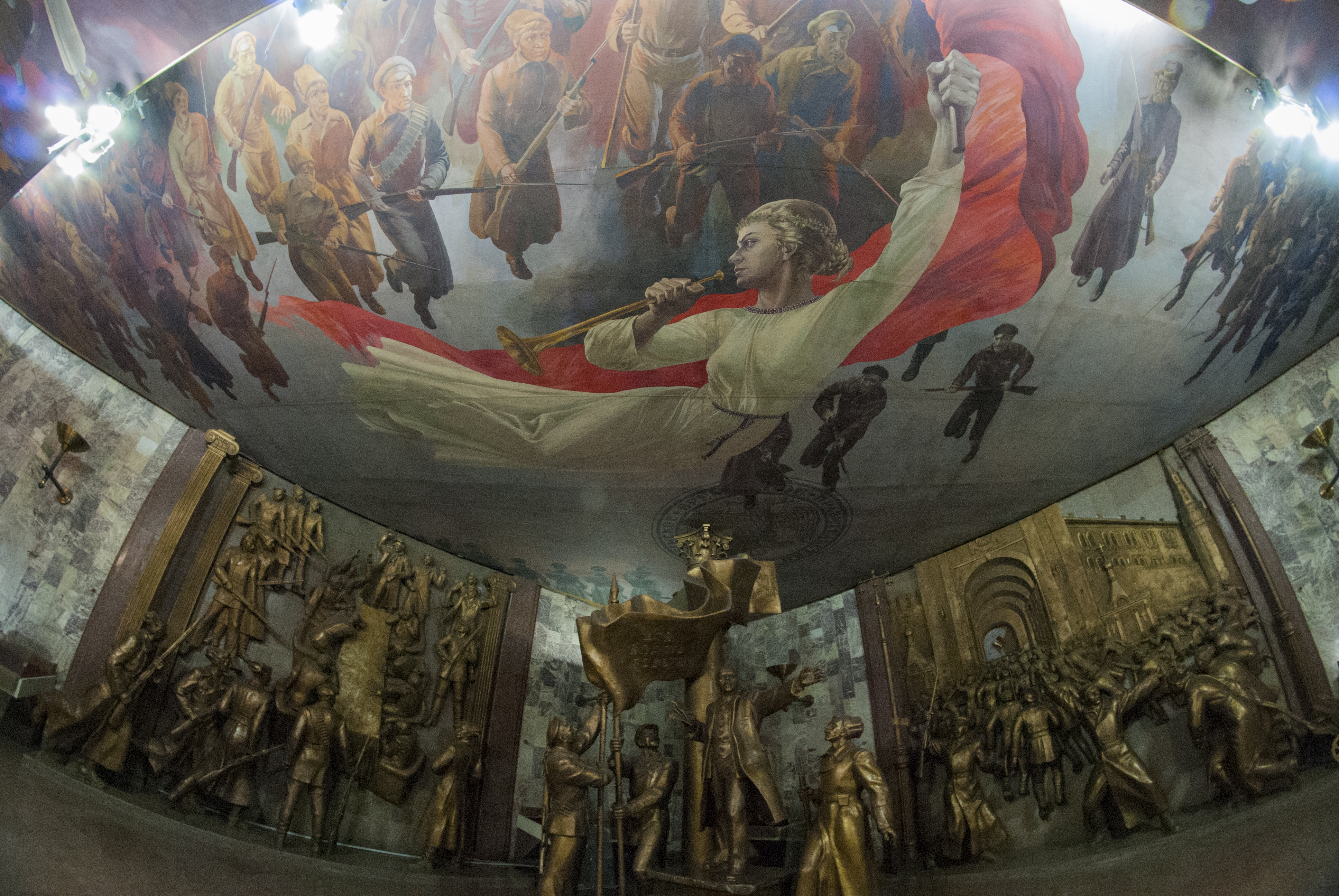
Eine Ausstellung zur Geschichte unter der Sowjetunion

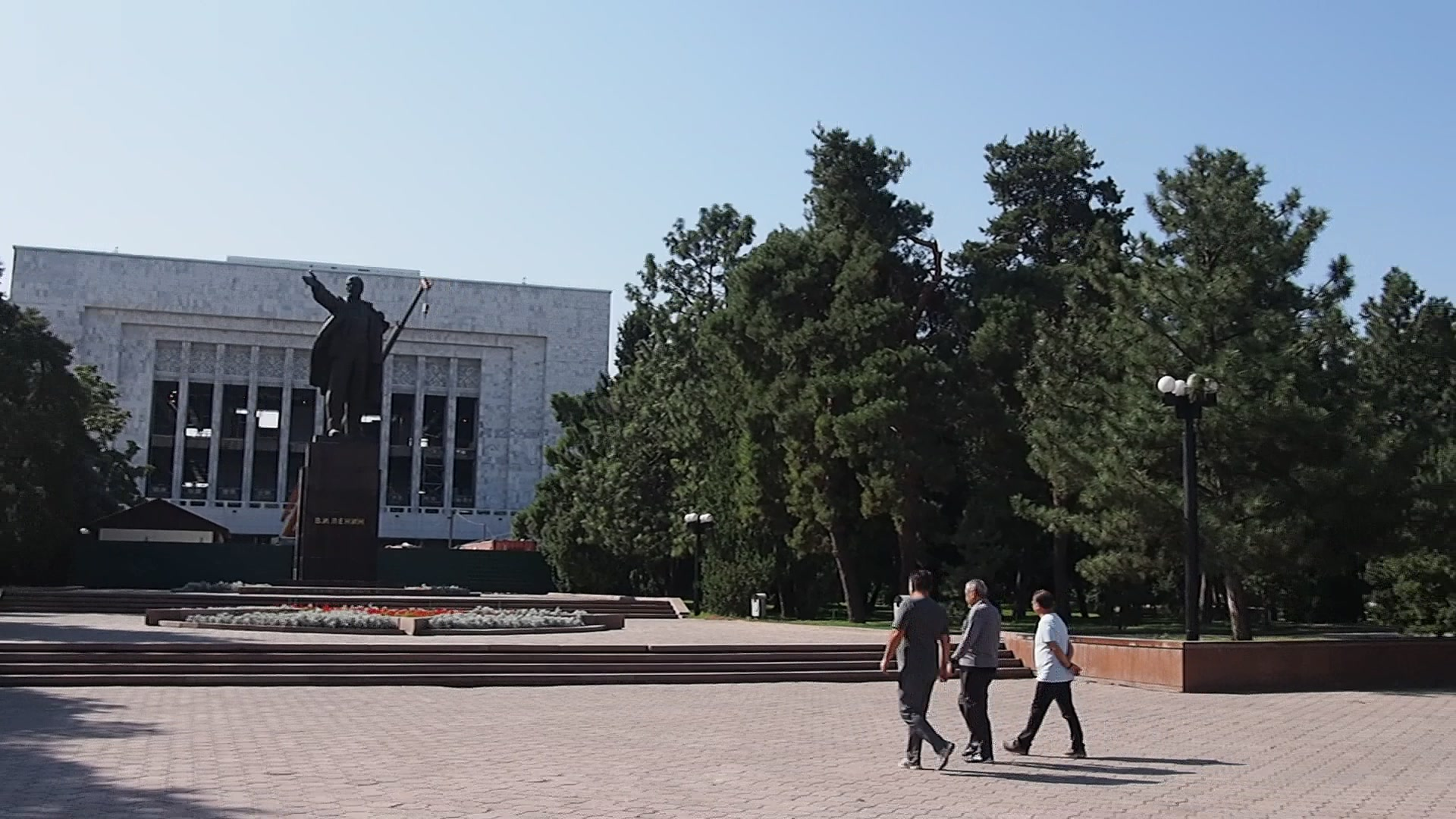
Der Park mit Lenin-Statue auf der Rückseite des Museums

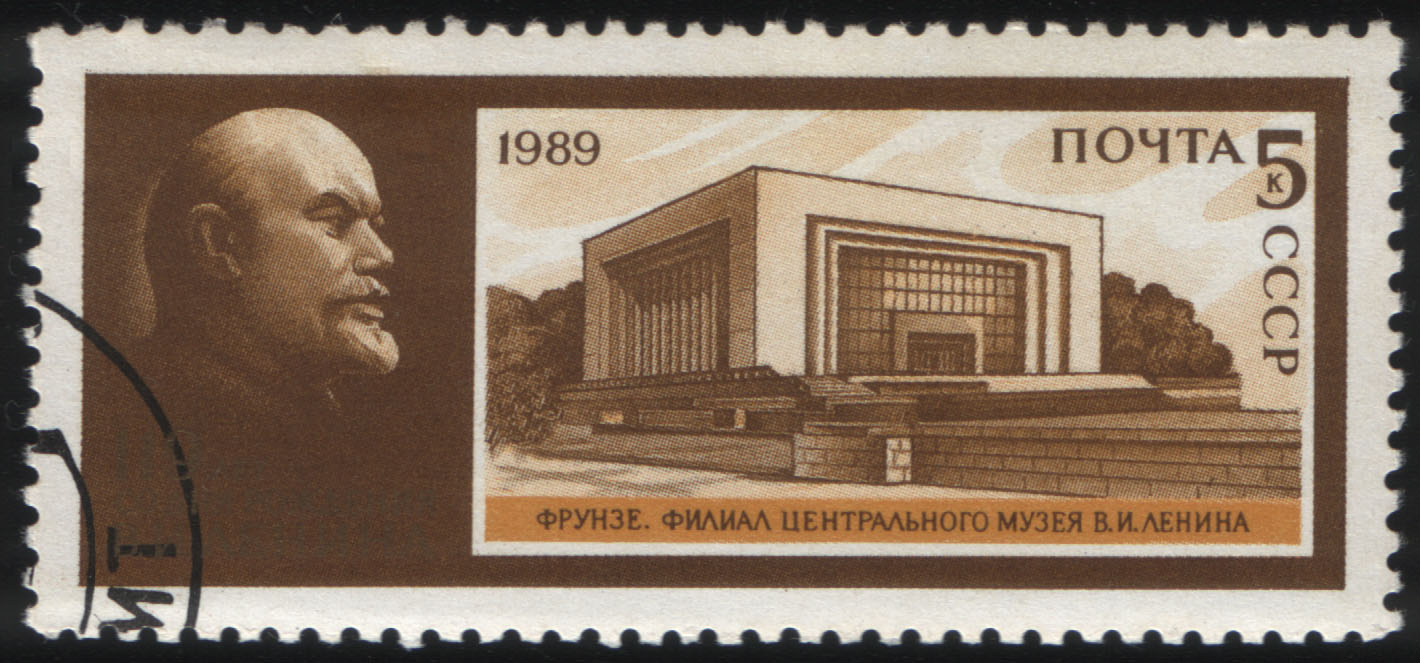
Eine sowjetische Briefmarke anlässlich der Eröffnung des Museums